# 川場スキー場
川場スキー場（かわばスキーじょう）は、群馬県利根郡川場村に位置するスキー場。現在の運営会社は日本スキー場開発株式会社のグループ会社、川場リゾート株式会社。

## 概要

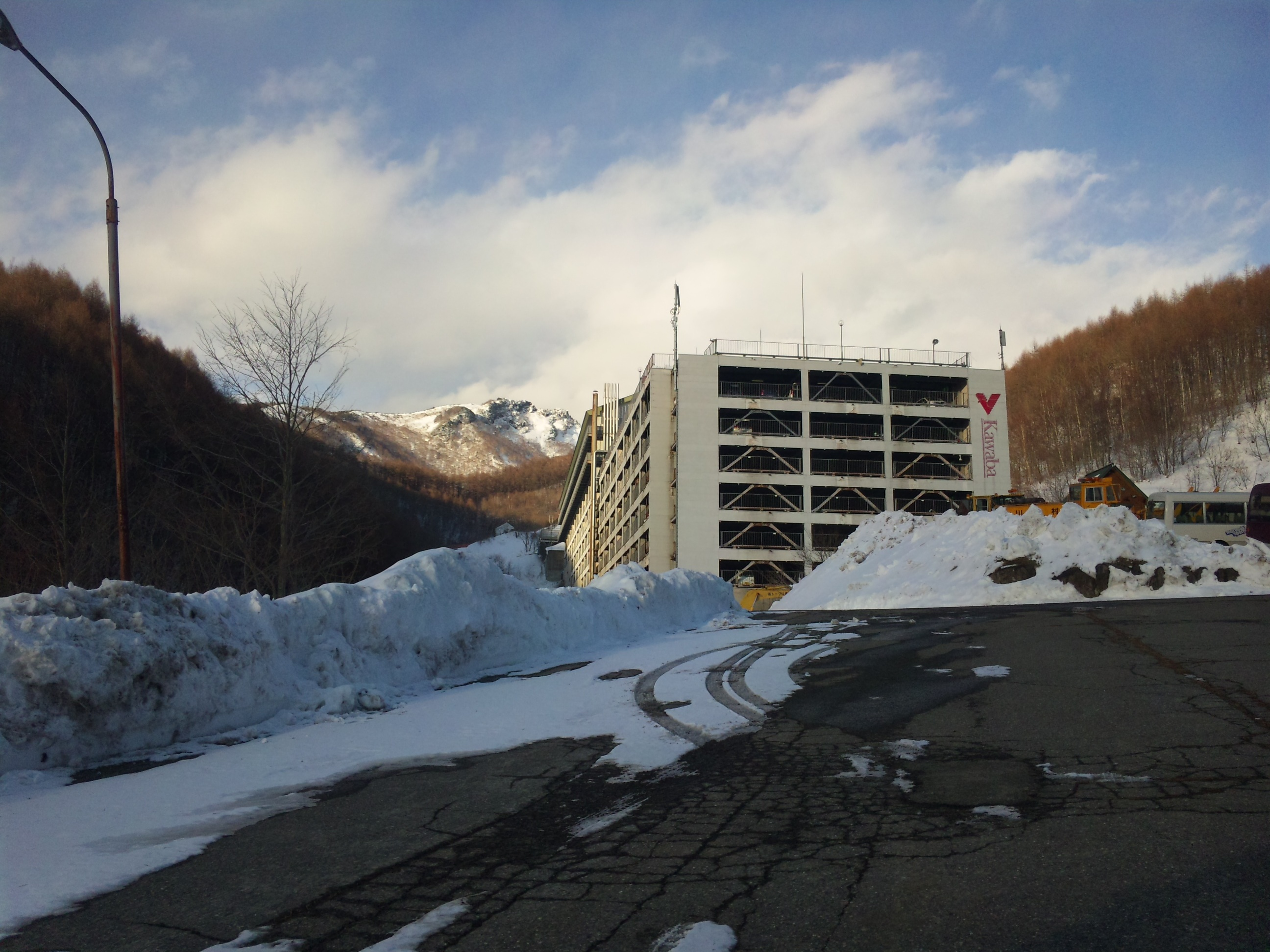
スキー場直結の立体駐車場

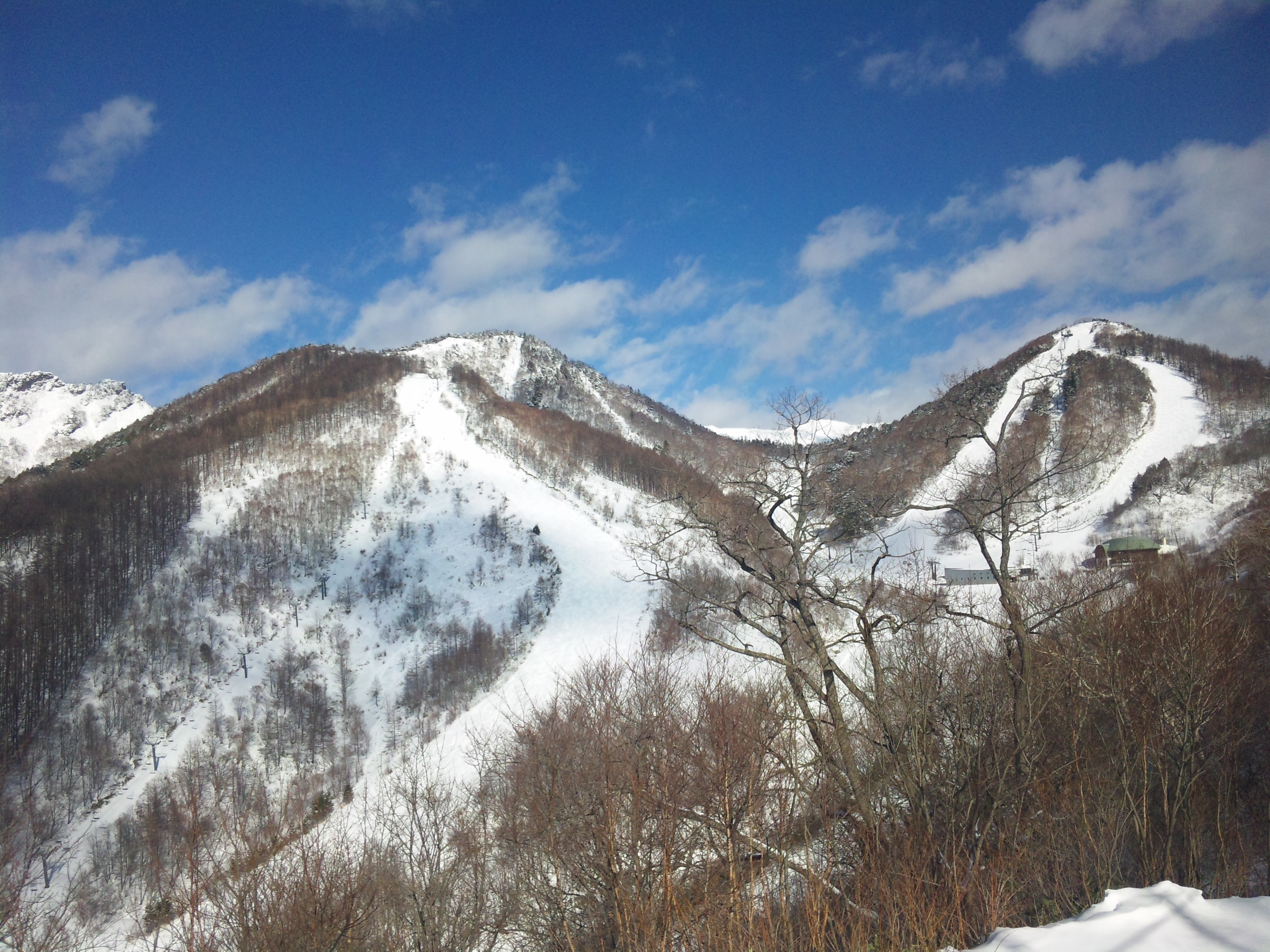
左：高手ダウンヒル、中間：クリスタルコース 右：無名峰ダウンヒル

日本百名山の一つである武尊連峰の高手山の南斜面に面したゲレンデである。近隣のたんばらスキーパークやスノーパル・オグナ武尊と同様、標高が高いため、良質の雪が降る。標高が高く、雪量も多いため、以前は例年4月下旬まで春スキーを楽しむことができたが、2016年現在は4月上旬でクローズしてしまうことが多い。また風が強いことが多く、リフト運行休止になる確率が比較的高い。
ゲレンデは山麓のカワバシティを頂点とする扇形に配置されている。中・上級者コースの比率が高く、ロングコース主体である。クリスタル→桜川とつないで標高差580 m・最長3,300 mのロングクルージングが可能。一方、森林伐採制限のため、コース幅が全体的にあまり広くない。人工モーグルバーンが常設されている。
ショートステイ（日帰り）型スキー場である。本スキー場に隣接した宿泊施設はない。リフト券も「2日券」など複数日の設定はない。またナイター営業は行っていない。
沼田インターチェンジから17 kmと交通アクセスがよいため、週末などは混み合う。スキーセンター直結の立体駐車場を完備している。2007 - 2008シーズンより駐車場が全日無料となった。スキー場までは急な山道を登る必要があるが、山麓の道の駅田園プラザかわばから無料送迎バスを使うこともできる。

## ゲレンデ
- 白鳥（しらとり）スカイライン（1,850 m 最大斜度14度）

カワバシティから白鳥エクスプレス（クワッドリフト 1,508 m）を利用するコース。
- 桜川コース（1,300 m 最大斜度16度）

カワバシティから桜川エクスプレス（クワッドリフト 1,111 m）を利用し、カワバシティに降りてくる比較的フラットなコース。
このコース沿いの箇所にスノーパークが設置される。またこのコースのエントリー部分の一部を区切り「なんちゃってスノーパーク」が設置される。
- シャミンダウンヒル（720 m 最大斜度24度）

白鳥スカイラインから桜川コースへとつながるコース。白鳥スカイラインとシャミンダウンヒルは別のコース名になっているが分岐はなく、実質的に1本のコース。シャミンペアリフトが動いていたころの名残でこうなっている。
- 白鳥ダウンヒル（590 m 最大斜度16度）

白鳥エクスプレスからのもう1本のコース。スキー場中腹のレストハウス「パノラマハウス」へ降りてくる。スキー場によれば「唐松の中をゆったり滑るコース」。
- 無名峰ダウンヒル（720 m 最大斜度26度）

無名峰トリプル（リフト 677 m）を利用するコース。コブ練習用。
- 無名峰トライアル（660 m 最大斜度34度）

無名峰トリプルを利用するもう1本のコース。人工モーグルバーン（エア台付き）が常設されている。コブ上級者用。
- クリスタルコース（2,000 m 最大斜度16度）

クリスタルエクスプレス（フード付きクワッドリフト 1,620 m）を利用するコース。本スキー場のメインクルージングコースであり、2,000 mの距離を、漕がないと止まってしまうような緩斜面なしに一気に降りてくることができる。
- 西峰ダウンヒル（620 m 最大斜度25度）

クリスタルエクスプレスを利用するもう1本のコース、林間を曲がりくねりながら降りクリスタルコースに合流する。林間手前でコブ斜面を降りる分岐がある。
- 高手ダウンヒル（980 m 最大斜度25度）

高手ペア（リフト 1,177 m）を上がる、高手スカイラインの迂回コース。クリスタルコース側へ降りられる。
- 高手スカイライン（1,350 m 最大斜度29度）

高手ペア（公式ブログによると「マニア向けリフト」）を利用する上級者向け不整地コース。
一部に非圧雪の「パウダー解放ゾーン」がある。

## 施設
- リフト

クワッドリフト（乗り降りの時、遅くなり、乗り降りしやすくなるもの）3基（うちフード付1基）、トリプルリフト1基、ペアリフト1基
- 駐車場（約1,800台）
- Kawaba city（カワバシティ）

1F - 6Fが立体駐車場になっている川場スキー場自慢の8階建てスキーセンター。リフト券売り場＆インフォメーション・レンタルショップ・スクール・更衣室・各種ショップ・各種飲食店がある。
用具の雪落としのためのエアーガンが用意されている。
- Kawaba city内飲食店
  - ティンバーライン（カフェテリア式メインレストラン）
  - 台場軒（ラーメン）
  - タンドール（北インド料理）
  - ビーチ（クレープ他軽食）
  - ボスコ（ピザ）
- パノラマハウス（レストハウス）

スキー場内中腹に位置する。1Fは喫茶、2Fはカフェテリア式レストラン

## アクセス
- 鉄道

上越線沼田駅からタクシーで約45分
- 自動車

関越自動車道沼田インターチェンジより国道120号約17 km
沼田ICを利用するスキー場の中ではICから最も近いが、ふもとからスキー場までは標高差が700 - 800 mほどある。ふもとの道の駅「田園プラザ川場」に駐車し、ここからのシャトルバスを利用することもできる。

## 沿革
- 1989年（平成元年） - 大都工業株式会社と川場村の共同出資による第三セクター、武尊レクリエーション株式会社により開業。ちなみにこの年は川場村村制100周年の年でもある。開業年は雪付きの悪さのためシャミンペアリフトが一度も使えなかった。
- 1999年（平成11年） - 武尊レクリエーションの主要株主であった大都工業株式会社が会社更生法適用を申請。運転資金を大都工業に頼っていた武尊レクリエーションも苦境に陥る。
- 2000年（平成12年） - 武尊レクリエーションが民事再生を申し立て破綻。同年7月、川場リゾート株式会社と社名を変え、斑尾高原スキー場を運営していた斑尾高原開発をスポンサーに再生が進められることになった。
- 2005年（平成17年） - 斑尾高原開発が民事再生を申し立て破綻。同年9月、川場リゾートはオリックス系投資ファンドOPEパートナーズがスキー場再生事業を目的として設立したOPEスノーアライアンス株式会社（現ジェイ・マウンテンズ・グループ株式会社）に買収された。
- 2006年（平成18年） - 2006-2007シーズンから、シャミンペアリフトとそれを使うコースがゲレンデマップから消えた。
- 2007年（平成19年） - 2007-2008シーズンから、グループスキー場となったノルン水上スキー場との共通シーズン券が販売開始。2010-2011シーズンまで販売されていた。
- 2010年（平成22年） - 10月、日本駐車場開発株式会社の子会社日本スキー場開発株式会社が川場リゾートを買収した。